# Josef Zemp
Josef Zemp (Entlebuch, 2 de septiembre de 1834 – Berna, 8 de diciembre de 1908) fue un político suizo. Fue diputado del Gran Consejo del Cantón de Lucerna entre 1863 y 1891, y del Consejo de los Estados entre 1871 y 1872. Entre 1872 y 1876 y entre 1881 y 1891 fue diputado del Consejo Nacional.
En diciembre de 1891 fue elegido Consejero Federal, y se convirtió en el primer representante de los conservadores católicos (actual Partido del Centro). Fue el primer miembro del Gobierno suizo no perteneciente al Partido Radical, que hasta entonces había gobernado en solitario. Su mandato estuvo marcado por la adquisición de varias compañías ferroviarias privadas y la creación de los Ferrocarriles Federales Suizos.

## Biografía

### Familia, estudios y política cantonal
Era el mayor de los once hijos del comerciante y funcionario judicial Jost Zemp y de Maria Josefa Meier. Tras cursar la enseñanza primaria y secundaria en Entlebuch, asistió al Gymnasium de Lucerna. A continuación estudió Derecho en las universidades de Heidelberg y Múnich. Fue miembro de la fraternidad estudiantil católica y conservadora AV Semper Fidelis de Lucerna, y entre 1857 y 1858 fue presidente central de la Sociedad de Estudiantes Suizos. Tras doctorarse en 1859, regresó a Entlebuch y abrió allí un bufete de abogados. En 1860 se casó con Philomena Widmer, natural de Emmen, con la que tuvo quince hijos.
En 1863, a la edad de 28 años, fue elegido miembro del Gran Consejo del Cantón de Lucerna, donde se integró en el grupo parlamentario católico-conservador (posteriormente Partido Católico Conservador). Formó parte de este órgano hasta 1891.

### Política federal
En enero de 1865, Zemp se presentó por primera vez como candidato al Consejo Nacional en unas elecciones parciales en las que fue claramente derrotado por el liberal Josef Bucher en la circunscripción de Lucerna-Sur. En julio de 1871, el Gran Consejo le nombró para ocupar uno de los dos escaños asignados a Lucerna en el Consejo de los Estados, pero permaneció en el cargo menos de año y medio. En las elecciones al Consejo Nacional de 1872, fue elegido sin oposición en la circunscripción de Lucerna-Suroeste. Fue diputado del Consejo Nacional desde diciembre de 1872 hasta octubre de 1876, y posteriormente desde diciembre de 1881 hasta diciembre de 1891 (en aquella época, ser diputado del Consejo Nacional confería mayor prestigio).
En poco tiempo consiguió convertirse en una de las figuras más destacadas de la oposición católico-conservadora en el Parlamento y llegó a presidir su grupo parlamentario entre 1880 y 1885. A principios de la década de 1880, planteó la creación de una «Unión Católica» que agrupara a nivel nacional las asociaciones católicas y conservadoras de cada cantón, pero el proyecto no prosperó debido a la disparidad de intereses entre los distintos cantones (no se consiguió hasta 1912). En 1884 presentó una moción junto con Johann Joseph Keel y Martino Pedrazzini que proponía una reforma parcial de la Constitución federal. Este movimiento se interpretó cómo un cambio de postura del grupo parlamentario hacia posiciones más pragmáticas, dejando de lado la política obstruccionista contra el Estado federal liberal que había prevalecido desde la Kulturkampf.
Este cambio de rumbo obligó a la coalición radical-liberal a abandonar su política de excluir a los candidatos de otros partidos de los nombramientos para los puestos más altos a nivel federal y a tratar de llegar a compromisos. Así, en 1887, Zemp se convirtió en el primer representante de los conservadores católicos en ser elegido Presidente del Consejo Nacional. Tras el rechazo del pueblo y los cantones a la recompra de los Ferrocarriles Centrales Suizos el 6 de diciembre de 1891, el ministro de Correos y Ferrocarriles, Emil Welti, presentó inmediatamente su dimisión. Los radicales, que hasta aquel momento habían gobernado en solitario, lograron evitar una crisis de gobierno ofreciendo a los conservadores católicos un escaño en el Consejo Federal, y renunciaron así a su pretensión de monopolizar los cargos gubernamentales. A continuación, el grupo parlamentario acordó que Zemp fuera su candidato oficial. En las elecciones al Consejo Federal del 17 de diciembre obtuvo 129 de los 154 votos válidos en la primera vuelta, y el resto de candidatos recibieron 25 votos. De este modo, se sellaba el compromiso histórico entre la Suiza radical, protestante y urbana, vencedora de la guerra del Sonderbund unos años antes, y la Suiza católica y rural. La elección de Zemp obligó a los conservadores católicos a abandonar la política de oposición «fundamentalista» y asumir responsabilidades de gobierno. Algunos sectores del grupo parlamentario criticaron con dureza este nuevo rumbo.

#### Consejo Federal

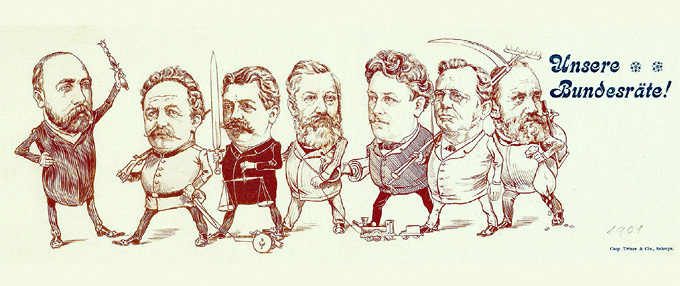
El Consejero Federal Zemp (centro) en una caricatura de 1901.

A principios de 1892, Zemp asumió la dirección del Departamento de Correos y Ferrocarriles. Aunque en su etapa como parlamentario se había posicionado en contra de la nacionalización de los ferrocarriles, cambió de parecer cuando pasó a formar parte del Gobierno. Una de las causas fue el rechazo en 1894 de una iniciativa popular promovida por los conservadores católicos que proponía repartir parte de los ingresos aduaneros entre los cantones. Para Zemp, este revés evidenciaba la necesidad de desligarse de la política estrictamente federalista emprendida por los conservadores católicos. Zemp elaboró una ley reguladora de la contabilidad de los ferrocarriles que obtuvo el respaldo popular en un referéndum celebrado el 4 de octubre de 1896. El ala antiestatista del grupo parlamentario católico-conservador se opuso ferozmente a la ley de adquisición que fue aprobada con posterioridad y volvió a llevar el asunto a referéndum. Sin embargo, dicha ley fue aprobada por amplia mayoría por el pueblo el 20 de febrero de 1898. Zemp comentó: «Seguimos siendo federalistas, pero nos hemos convertido en partidarios de la Realpolitik y así seguiremos».
De este modo quedaba allanado el camino para la progresiva nacionalización de las líneas ferroviarias privadas más importantes. Caspar Decurtins lamentó que Zemp hubiera «olvidado todo su pasado» y se hubiera «pasado de lleno al lado radical». Sin embargo, éste no se amilanó ante las críticas y adoptó todas las medidas necesarias para transferir al Estado los Ferrocarriles Centrales Suizos, los Ferrocarriles del Nordeste Suizo, los Ferrocarriles Suizos Unidos y los Ferrocarriles del Jura-Simplon. Finalmente, el 1 de enero de 1902 se fundaron los Ferrocarriles Federales Suizos. También en 1902, Zemp asumió por segunda vez la Presidencia de la Confederación y al mismo tiempo pasó a dirigir el Departamento Político por un período de un año (en 1895 se había abandonado el principio de rotación anual de este cargo). Durante su año presidencial se terminó de construir el Palacio Federal de Berna y se produjo un incidente diplomático con Italia después de que un periódico anarquista de Ginebra publicara un artículo antiitaliano.

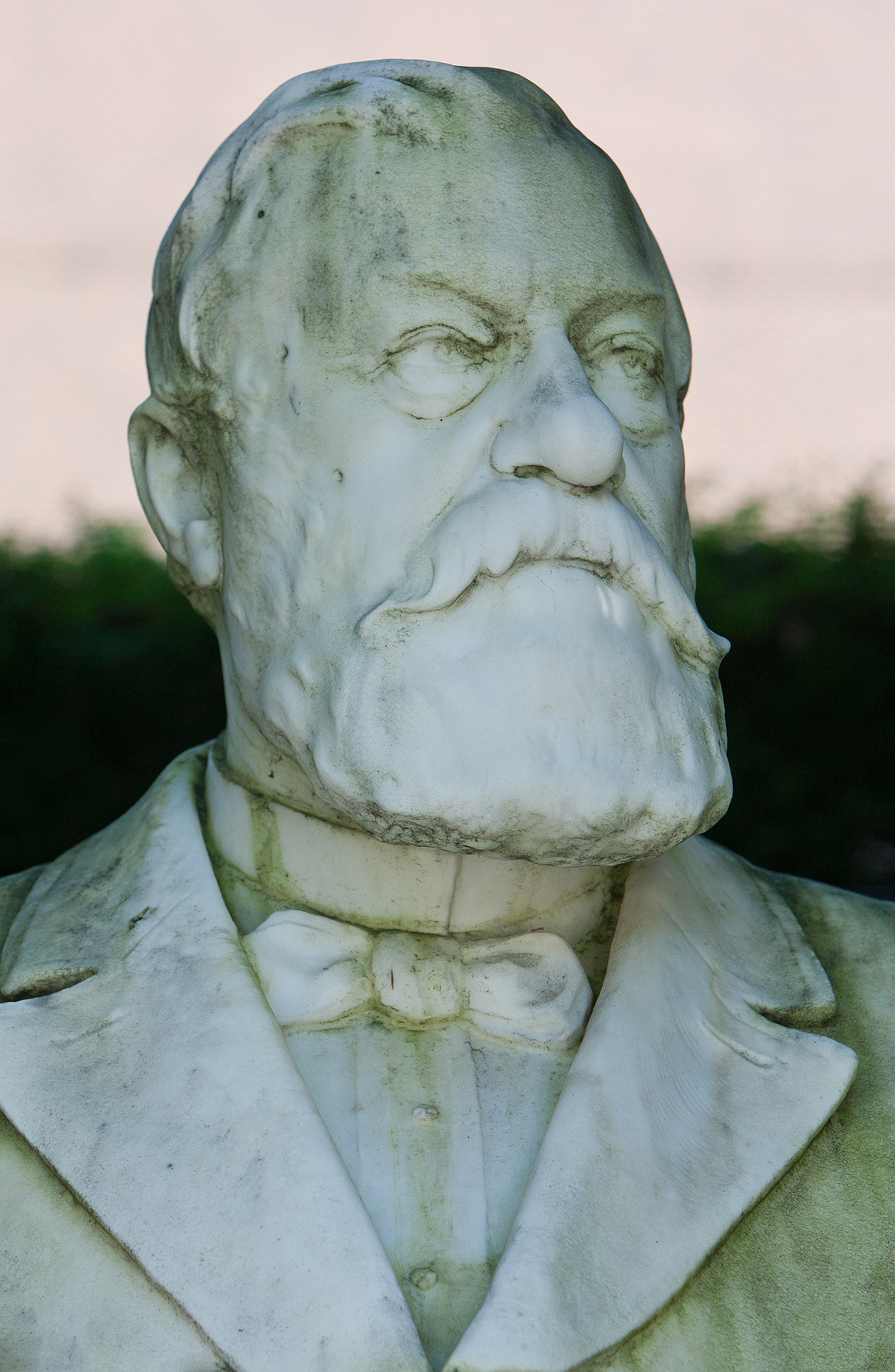
Busto de Josef Zemp en Entlebuch, su localidad natal.

Zemp también estaba a cargo del servicio de Correos, Teléfonos y Telégrafos en su departamento de origen. El progreso tecnológico que se estaba produciendo en estos ámbitos hacía necesaria la implementación de nuevas disposiciones legales. Si bien la adopción de la hora central europea en 1894 dio lugar a controversia, la ley federal relativa a la organización de la administración telefónica y telegráfica, aprobada en 1907, contó con una amplia aceptación. Durante su mandato se construyeron numerosos y prestigiosos edificios de correos. Además, trabajó en la reforma de la Ley Postal, que no culminó hasta 1910, ya bajo la dirección de su sucesor. Dimitió por motivos de salud el 17 de junio de 1908 y murió cuatro meses y medio más tarde, a la edad de 74 años.